# Eukoenenia strinatii
Espèce
Eukoenenia strinatii est une espèce de palpigrades de la famille des Eukoeneniidae.

## Distribution
Cette espèce est endémique du Piémont en Italie. Elle se rencontre dans la grotte Grotta di Bossea à Frabosa Soprana.

## Description
Le mâle holotype mesure 2,01 mm.

## Étymologie
Cette espèce est nommée en l'honneur de Pierre Strinati.

## Publication originale
- Condé, 1977 : Nouveaux palpigrades du muséum de Genève. Revue Suisse de Zoologie, vol. 84, no 3, p. 665-674 (texte original).